# Leptothyrium exiguum
Leptothyrium exiguum är en svampart som beskrevs av P. Karst. 1890. Leptothyrium exiguum ingår i släktet Leptothyrium, divisionen sporsäcksvampar och riket svampar.   Inga underarter finns listade i Catalogue of Life.